# Chiesa di Santa Maria Nascente (Albettone)
La chiesa di Santa Maria Nascente è la parrocchiale di Albettone, in provincia e diocesi di Vicenza; fa parte del vicariato di Noventa Vicentina-Riviera Berica.

## Storia
Dalla relazione della visita pastorale del 1452 del vescovo Pietro Barbo s'apprende che l'originaria chiesa di Albettone era filiale della pieve di Barbarano. Grazie agli scritti inerenti alle visite dei due secoli successivi, si sa che questa chiesa era dotata di quattro altari: il maggiore dedicato a Santa Maria Nascente e tre laterali.
Nel 1844 il campanile venne riedificato e per volere di don Giacomo Fagion, nel 1854, fu dotato di tre campane.

Nel decennio successivo si decise di rifare la chiesa, dato che versava in pessime condizioni; l'architetto vicentino Federico Castegnaro fu incaricato di progettare il nuovo edificio. I lavori di costruzione dell'attuale parrocchiale iniziarono il 7 novembre 1869 e furono portati a termine nel 1871; il 19 gennaio di quello stesso anno la chiesa poté essere inaugurata ed aperta al culto.
La consacrazione venne impartita il 23 settembre 1923 e, nel 1970, la facciata subì una ristrutturazione.

## Descrizione

### Esterno
La facciata è tripartita da quattro lesene e su di essa si aprono quattro nicchie all'interno delle quali si trovano altrettante statue, raffiguranti i Santi Giovanni Battista, Pietro, Paolo e Luigi Gonzaga.
Il campanile, che è alto 40 metri, presenta, a livello della cella campanaria, quattro monofore a tutto sesto.

### Interno
Opere di pregio conservate all'interno della chiesa, che è ad un'unica navata, sono una pala del 1632 raffigurante la Trinità con, ai lati, due santi, gli affreschi della Vergine e delle Virtù cardinali, i seicenteschi altari laterali della Madonna del Rosario e della Vergine, quello del 1718 intitolato a Sant'Antonio, quello ottocentesco di San Luigi Gonzaga e quello del 1923 dedicato al Sacro Cuore.